# François Augiéras
François Augiéras fr: fʀɑ̃:swa oʒieʀa, (ur. 18 lipca 1925 w Rochester, USA, zm. 1971 w Périgueux, Francja) – francuski poeta i pisarz, syn francuskiego pianisty i polskiej emigrantki.

## Elementy biografii i twórczości
Był synem Suzanne Kaczyńskiej i François-Pierre'a Augiéras, zmarłego na dwa miesiące przed jego narodzinami. Wychowywała go osamotniona matka w Paryżu, gdzie uczęszczał do gimnazjum Stanislas i w Périgueux, (dokąd przenieśli się w r. 1933) do szkoły Saint-Joseph, którą porzucił w r. 1938.
W roku następnym uczył się malarstwa u Juliena Sarabena. W młodości przemierzał Algierię i zatrzymał się na górze Athos. Oprócz dzieła literackiego zostawił z tego pobytu obrazy i rysunki. Opublikował swój pierwszy autorski tekst pod pseudonimem Abdallah Chaamba w roku 1949: Starzec i dziecko czym zwrócił na siebie uwagę André Gide'a. Na wpół oniryczny tekst, zmagający się z boską obecnością pod gwiaździstym niebem Afryki przedstawia dramat dziecka zmuszonego do "niewolnictwa", do edukacji erotycznej i duchowej w oazie na pustyni.
W 1951 roku Augiéras spotkał Gide'a, a łączące się z tą znajomością informacje osobiste zawarł w książce Les Barbares d'Occident. Cała twórczość literacka François Augiéras jest autobiograficzna i często wypełniona wątkami erotyki i romansu gejowskiego. Les Barbares d'Occident potwierdzają tę obserwację. Początkowo książka miała odnosić się do ogółu stosunków łączących autora z osobowościami jego czasów (Gide, Blaise Cendrars, Marcel Jouhandeau, Roger Bissière, Marguerite Yourcenar, André Malraux), ale porzucił ten zamiar i opisał w Une adolescence au temps du Maréchal epizody swoich spotkań z Gidem i malarzem Bissièrem. Spośród jego książek w Polsce ukazała się tylko, w 2003, Podróż na górę Athos, w tłumaczeniu Maryny Ochab i Julii Jurys (pierwotnie wydana we Francji własnym nakładem Augiérasa pod tytułem Un voyage au Mont Athos, następnie przez wydawnictwo Flammarion w r. 1970), opowiadająca o barbarzyńskim, mistycznym i naładowanym męskim erotyzmem świecie mnichów z góry Athos.